# Als die Autos rückwärts fuhren
Als die Autos rückwärts fuhren ist ein Hörspiel für Kinder und Jugendliche von Henning Venske nach seinem gleichnamigen Buch, das 1976 im  Spectrum Verlag erschien. Das Hörspiel wurde 1977 vom WDR und Fontana koproduziert, die Musik spielten Mitglieder von Udo Lindenbergs Panikorchester ein. Seit seiner Erstveröffentlichung hat das Hörspiel Kultstatus erreicht.

## Inhalt
Der elfjährige „Laßdas Pinökel“ – seinen wahren Namen erfährt man nicht – erzählt aus seinem Leben und lässt satirisch überspitzte „Erinnerungen“ aus der Schule und aus seinem familiären Umfeld Revue passieren.

## Kritiken
„Über 40 Jahre alt und kein bisschen angestaubt: Lassdas Pinökels unglaubliche Münchhausiaden sind immer noch so frisch wie 1977. Aber sie sind nicht nur witzig, sondern auch fetzig – der begnadeten Lindenberg-Gitarristin Carola ‚der Tiger von Eschnapur‘ Kretschmer sei Dank.“

„Wer dem Nachwuchs Spaß bereiten wollte, griff zu Pumuckl oder der chaotischen Hexe Schrumpeldei, wer sich aber nicht vor frechen Kindern fürchtete, der kaufte 1977 das Kult-Hörspiel ‚Als die Autos rückwärts fuhren‘.“

## Veröffentlichung
Das Hörspiel erschien 1977 auf LP und MC. 2008 wurde es in der Originalfassung von Highscore Music auf CD veröffentlicht. 2019 erschien es bei Der Audio Verlag als Re-Issue auf LP.

## Auszeichnungen
- 1977: Deutscher Schallplattenpreis
- 2008: Ohrkanus-Hörbuch- und Hörspielpreis